# Ducetia cruciata
Ducetia cruciata är en insektsart som beskrevs av Brunner von Wattenwyl 1891. Ducetia cruciata ingår i släktet Ducetia och familjen vårtbitare. Inga underarter finns listade i Catalogue of Life.